# 棋局
《棋局》（英語：Geri's Game）是1997年皮克斯动画工作室出品的一部4分钟长的电脑动画短片。该片的编导是Jan Pinkava。该片是皮克斯公司继电影《玩具总动员》之后发行的动画短片。上一部短片是1989年发行的《小雪人大行动》（Knick Knack）。该片获得1997年奥斯卡最佳动画短片奖。

## 情节
电影发生在秋天一个没有游客的公园。  树叶都已经变黄，黄色的落叶有如一个童话世界，熙暖的阳光下公园显得恬静而温馨。主角基里先生（配音鮑伯·彼得森）是一个精神矍铄的老年人，他在公园的桌子上摆上棋局，跟自己下起了国际象棋（为了跟“自己”对弈，他不停的在棋盘两边换，并且不停的戴上拿下眼镜）。
在游戏里就好像是2个人在下棋，不戴眼镜的 “基里”好像棋艺更胜一筹，不停地吃掉戴眼镜地基里地棋子，很快就胜利在望了。经过一番对弈，到最后戴眼镜地基里先生只剩下王了，而且他已经无路可走，任何一个方向都已经被对方封死，而且只要一步就被将死了。
戴眼镜的基里先生为了作弊，以挽回局面，假装自己心脏病发了，表情很痛苦的样子。不戴眼镜的基里先生不是去看发生什么事情，而是先看自己的心脏和脉搏有没有正常。然后才去关注。戴眼镜的基里先生就在这时把棋盘转了180度，这样攻守完全颠倒了。这样只用一步棋，戴眼镜的基里先生就把对方将死，“战胜了”不戴眼镜的基里先生。
作为游戏的胜利，不戴眼镜的基里先生把假牙输给“对方”。

## 幕后花絮
- 主角基里先生的脸跟Jonathan Harris很像，他在《星际迷航》（Lost in Space）中扮演Zachary Smith博士。Harris还为《玩具总动员2》中的基里先生的特写镜头配音。基里先生长得也很像演员David Kelly[1][2]。电影编剧Jan Pinkava则指出，基里先生的形象是基于他自己、他的亲戚的部分特征还有祖父的很多特征组合而成。这是对他自己未来可能的样子的刻画。参看访谈[3]。
- 装西洋棋的盒子上的铭牌写的是“Pt. Richmond Hand Made Pixar Shorts”。这个短片制作的时候，皮克斯动画工作室当时就位于加利福尼亚Point Richmond。
- 该片与动画电影《虫虫危机》（A Bug's Life）共同发行。
- 在这个玩了差不多一天的对弈中，如果你注意周围景物影子的变化就会发现，太阳从摄像机的角度看是从右面向左面移动的，也就是说这个故事发生的地点在南半球。这个暗示的秋季也就指出“当时”北半球真的正处于春天。
- 有一个镜头里，导演故意把两个基里先生放在一起，不戴眼镜的基里先生的手位于前景，而另一个在全景中出现。

## 错误
- 装棋的盒子在片中掉到了地上，但是在片尾却不见了。
- 在片中沒帶眼鏡的基里一直對戴眼鏡的基里以搖頭表示他的國王不可動，片中看得出並非將殺，而在西洋棋規則中會被判為和局。

## 技术
皮克斯在该片中探索使用改进技术，用来提升人物和衣服的表现效果，在这里他们也使用了细分曲面技术。

## 客串和特写镜头
基里先生在《玩具总动员2》中有一个特写镜头，他的角色是为胡迪工作的玩具修理專家； 在他的清洁工具箱里，可以看到收集的棋子。他的配音是Jonathan Harris。

## 获奖
- 1998-奥斯卡奖，美国-最佳动画短片
- 1998-Anima Mundi 动画节-最佳电影 x2
- 1998-Annecy 国际动画电影节-Jan Pinkava
- 1998-Annie Awards-Outstanding Achievement in an Animated Short Subject
- 1998-佛罗里达电影节-最佳短片
- 1998-国家动画庆祝会-最佳3D电脑动画－Professional Jan Pinkava
- 1998-萨格勒布国际动画电影节-网上最受欢迎奖